# إد بيكون
إد بيكون (بالإنجليزية: Ed Bacon)‏ هو كاهن أنجليكاني أمريكي، ولد في 14 فبراير 1948 في جيسوب في الولايات المتحدة.